# Зашквара, Василий Григорьевич
Васи́лий Григо́рьевич Зашквара (укр. Василь Григорович Зашквара; 14 января 1902, Павлоград, Екатеринославская губерния — 1989, Харьков) — советский украинский учёный, инженер-металлург, профессор. Работал в различных промышленных, проектных и учебных заведениях, пока в 1931 году не был переведён в проектный институт Гипрококс. В 1938—1939 годах находился под следствием по сфабрикованному обвинению в разведывательной деятельности. Директор Украинского государственного научно-исследовательского углехимического института в 1947—1965 годах. Профессор кафедры химической технологии в Харьковском инженерно-экономическом институте. Занимался вопросами улучшения технико-экономических показателей доменного и коксохимического производств, механизацией трудоёмких процессов на коксохимических заводах.

## Биография
Василий Зашквара родился 14 января 1902 года в семье служащего в уездном городе Павлограде Екатеринославской губернии. Украинец по национальности. Начальное образование получал в приходской школе и городском училище. Трудовую деятельность начал в 1917 году, работал столяром. В следующем году поступил в Елизаветградский социально-экономический политехникум, который окончил в 1921 году. Позже работал на металлургическом производстве, в 1925 году стал чертёжником металлургической лаборатории, а в 1926 году старшим исследователем в мартеновском цехе металлургического завода им. Петровского. В следующем году перешёл работать в Днепропетровский филиал Гипромеза, где последовательно занимал должности чертёжника, конструктора и инженера. Параллельно учился на химико-технологическом отделении металлургического факультета Днепропетровского горного института, которое окончил в 1928 году со специальностью инженера-металлурга. Позже проходил срочную службу в Красной Армии.
С 1929 года работал в Днепропетровском отделении Коксостроя в должности группового инженера и ассистентом в Днепропетровском институте инженеров железнодорожного транспорта. В 1931 году Зашквара переехал в Харьков, из-за перевода его в проектный институт Гипрококс. На новом месте работы последовательно занимал должности руководителя угольной группы, старшего инженера, начальника конструкторского сектора, заместителя начальника углекоксового сектора, в 1937—1938 годах исполняющего обязанности главного инженера. Для ознакомления с организацией и технологией коксохимической промышленности США был отправлен в командировку. Во время путешествия, в 1933—1934 годах, Зашквара посетил предприятия корпорации Koppers в Нью-Йорке, Питтсбурге, Филадельфии, Детройте и Буффало.
Заместитель главного инженера института Гипрококс Василий Зашквара был арестован 5 июля 1938 года. Его обвиняли по статье 546 Уголовного кодекса Украинской ССР 1927 года за «разведывательную деятельность». Прокуратура Харьковской области закрыла дело Зашквары и освободила его из-под стражи 26 июля 1939 года по статье 1972 Уголовно-процессуального кодекса УССР. В биографическом сборнике «Провідні вчені Харківського національного економічного університету» утверждается, что обвинения против Зашквары были сфальсифицированы.
Во время Великой Отечественной войны находился в эвакуации и работал на руководящих должностях инженерно-конструкторской службы Гипрококса. Он занимался разработкой и реализацией проектов по модернизации коксохимических и металлургических предприятий Урала, а также повышению их эффективности. Позже занимался восстановлением коксохимических предприятий Донбасса и Поднепровья. Был отмечен государственными наградами за ликвидацию аварии при пуске 3-й коксовой батареи Новокузнецкого металлургического комбината и создание первого в СССР роторного вагоноопрокидывателя.
В 1947 году возглавил Украинский научно-исследовательский углехимический институт. Через два года защитил в спецсовете Харьковского инженерно-экономического института диссертацию на соискание ученой степени кандидата технических наук по теме «Организация приёма и хранения угля на коксохимических заводах». В 1957 году Василию Зашкваре было присвоено учёное звание старшего научного сотрудника, а через пять лет он получил степень доктора технических наук по совокупности научных трудов. По другим сведениям, он защитил докторскую диссертацию по теме «Исследование и практическое применение прогрессивных методов использования каменного угля и его смесей для получения металлургического кокса». В 1965 году Зашквара покинул пост директора института и возглавил его лабораторию. Также, по совместительству, Василий Зашквара работал в 1966—1971 годах профессором кафедры химической технологии Харьковского инженерно-экономического института и читал курс технологии коксохимического производства. В звании профессора Василий Зашквара был утверждён решением Высшей аттестационной комиссии от 8 апреля 1941 года.
Василий Зашквара умер в 1989 году в Харькове.

## Научная деятельность
Во время работы в Украинском научно-исследовательском углехимическом институте, Василий Зашквара исследовал процессы хранения и подготовки угля к коксованию. Он поддерживал активное внедрение новой техники и технологий в углеподготовительном производстве. Занимался механизацией трудоёмких процессов на коксохимических заводах. Разработал первые в СССР мостово-гредерные перегружатели, оборудование молотковых измельчителей и вагоноопрокидывателей, был инициатором механизации угольных складов.
Зашквара занимался вопросами улучшения технико-экономических показателей доменного и коксохимического производств. В частности проблемами коксования и интенсификации процессов подготовки угольных шихт. Кроме того, Зашквара занимался технологией подготовки угля к коксованию, разработал её теоретические основы. Вместе с учёным А. К. Шелковым, была проведена работа по определению двух основных направлений предварительного нагрева шихт: глубокая сушка с нагревом до 100—120 °С и термическая подготовка с температурой до 250 °С. Эти направления позволили повысить производительность коксовых печей на 50 процентов и разрешили использовать в шихте большее количество малометаморфизованого угля.
Также учёный занимался подготовкой научных кадров, всего под его научным руководством защитилось восемь кандидатов наук. Василий Зашквара входил в состав Научного совета Государственного комитета при Совете министров СССР по координации научно-исследовательских работ «Новые процессы в коксохимической промышленности» и специализированного совета Высшей аттестационной комиссии при Украинском научно-исследовательском углехимическом институте. Плодотворно сотрудничал с научным журналом «Кокс и химия», входил в состав его редакционной коллегии, занимался рецензированием чужих научных работ и опубликовал много своих.
В биографическом сборнике «Провідні вчені Харківського національного економічного університету» Василия Зашквару охарактеризовали как «энергичный и эрудированный конструктор-новатор и исследователь коксохимического дела». В журнале «Кокс и химия» писали, что Василий Зашквара «высококвалифицированный специалист, талантливый инженер, творческой научный сотрудник».

## Избранные публикации
Всего Василий Зашквара был автором более 150 научных работ, в частности пяти монографий. Список избранных публикаций составлен согласно изданиям «Провідні вчені Харківського національного економічного університету» и «Энциклопедия современной Украины»:
- Американская коксохимическая промышленность: Атлас оборудования угольных и коксовых цехов на американских коксохимических заводах; Гипрококс. — Харьков: Гос. науч. техн. изд-во Украины, 1936. 97 с.
- Исследование углей Донецкого бассейна как сырья для коксования: [Сборник статей]. Ред. В. Г. Зашквара. Харьков; Москва Металлургиздат, 1951. 203 с.
- Подготовка углей к коксованию. Харьков: Металлургиздат, 1956. 252 с.
- Организация хранения коксующихся углей. Харьков: Металлургиздат, 1959. 253 с.
- Применение процессов сушки углей в кипящем слое в коксохимической промышленности. В. Г. Зашквара, Г. Ф. Возный, Ю. Б. Тютюнников, А. И. Ольферт. Москва: Недра, 1967. 85 с.
- Подготовка углей к коксованию. 2-е изд., доп. — Москва: Металлургия, 1967. 339 с.
- Подготовка углей к коксованию. В. Г. Зашквара, А. Г. Дюканов. — Москва: Металлургия, 1981. 60 с.

## Личная жизнь
Кроме научной и педагогической деятельности, Василий Зашквара активно занимался общественной и партийной работой. Он был членом Коммунистической партии Советского Союза с 1946 года, В течение 1948—1960 годов был депутатом Харьковского городского совета депутатов трудящихся, неоднократно избирался в состав партийного бюро Украинского научно-исследовательского углехимического института. Вёл активную работу по пропаганде коммунистической идеологии, занимался политическим просвещением граждан. В частности, успешную деятельность Василия Зашквары, в этом направлении, отмечал Пётр Родионов, в то время главный редактор журнала «Агитатор».
Много внимания Василий Зашквара уделял своему хобби — изобразительному искусству. В последние двадцать пять лет своей жизни, он принимал участие в 30 областных, республиканских и всесоюзных выставках. Много раз становился лауреатом фестивалей народного творчества.
Его сын Владимир был учёным-физиком.

## Награды
Василий Зашквара был награждён шестью орденами и пятью медалями. В том числе:
- орден Трудового Красного Знамени (1945, 1949, 1958)
- орден «Знак Почёта» (два награждения, одно в 1943 году)
- медаль «За доблестный труд в Великой Отечественной войне 1941—1945 гг.» (1946)
- медаль «За восстановление предприятий чёрной металлургии Юга» (1948)